# Hernán Burbano
Hernán Darío „Piri” Burbano (ur. 5 marca 1988 w Santander de Quilichao) – kolumbijski piłkarz z obywatelstwem meksykańskim występujący na pozycji skrzydłowego.

## Kariera klubowa
Burbano grę w piłkę rozpoczynał w lokalnych amatorskich drużynach w swoim rodzinnym departamencie Cauca, a jako siedemnastolatek przeniósł się do akademii juniorskiej klubu Deportivo Cali, po tym, jak został wypatrzony przez jednego z wysłanników tego zespołu. Nie potrafił się jednak przebić do seniorskiej ekipy i profesjonalną karierę rozpoczynał w wieku dwudziestu lat w drugoligowej drużynie Córdoba FC z siedzibą w Monteríi. Po upływie roku jego klub z powodów finansowych przeniósł się do miasta Sincelejo i zmienił nazwę na Atlético La Sabana. W styczniu 2010 został zawodnikiem kolejnego drugoligowca – Deportivo Pasto, gdzie w sezonie 2010 jako kluczowy zawodnik był bliski promocji do pierwszej ligi; zajął drugie miejsce w rozgrywkach Categoría Primera B. W styczniu 2011 powrócił do swojego macierzystego Deportivo Cali, w którego barwach 20 lutego 2011 w przegranym 0:2 spotkaniu z Independiente Medellín zadebiutował w Categoría Primera A, zaś premierowego gola w najwyższej klasie rozgrywkowej strzelił 23 kwietnia tego samego roku w wygranej 3:2 konfrontacji z Envigado.
Wiosną 2012 Burbano wyjechał do Meksyku, gdzie za sumę 100 tysięcy dolarów zasilił drugoligowy Club León. Szybko został podstawowym piłkarzem drużyny i w pierwszym, wiosennym sezonie Clausura 2012, wygrał z nią rozgrywki Liga de Ascenso, dzięki czemu awansował do najwyższej klasy rozgrywkowej. W Liga MX zadebiutował 21 lipca 2012 w wygranym 2:0 meczu z Querétaro, w którym strzelił również swoją premierową bramkę w pierwszej lidze meksykańskiej. W jesiennym sezonie Apertura 2013 zdobył z drużyną prowadzoną przez urugwajskiego szkoleniowca Gustavo Matosasa tytuł mistrza Meksyku, będąc kluczowym zawodnikiem Leónu. Bezpośrednio po tym sukcesie za sumę trzech milionów dolarów przeniósł się do drużyny Tigres UANL z miasta Monterrey, z którą podpisał trzyletnią umowę. W rozgrywkach Clausura 2014 wygrał z nią puchar Meksyku – Copa MX, zaś pół roku później, w sezonie Apertura 2014, zanotował tytuł wicemistrza kraju. Ogółem barwy Tigres reprezentował przez półtora roku jako jeden z ważniejszych graczy ofensywy.
W lipcu 2015 Burbano powrócił do Club León, z którym już w sezonie Apertura 2015 dotarł do finału krajowego pucharu, w międzyczasie otrzymując meksykańskie obywatelstwo w wyniku kilkuletniego zamieszkiwania w tym kraju.
| Sezon     | Klub               | Kraj     | Rozgrywki     | Mecze | Bramki |
| --------- | ------------------ | -------- | ------------- | ----- | ------ |
| 2008      | Córdoba FC         | Kolumbia | Torneo Águila | 28    | 2      |
| 2009      | Atlético La Sabana | Kolumbia | Torneo Águila | 33    | 3      |
| 2010      | Deportivo Pasto    | Kolumbia | Torneo Águila | 32    | 9      |
| 2011      | Deportivo Cali     | Kolumbia | Liga Águila   | 27    | 2      |
| 2011/2012 | Club León          | Meksyk   | Ascenso MX    | 20    | 6      |
| 2012/2013 | Club León          | Meksyk   | Liga MX       | 33    | 4      |
| 2013/2014 | Club León          | Meksyk   | Liga MX       | 22    | 3      |
| 2013/2014 | Tigres UANL        | Meksyk   | Liga MX       | 15    | 0      |
| 2014/2015 | Tigres UANL        | Meksyk   | Liga MX       | 26    | 4      |
| 2015/2016 | Club León          | Meksyk   | Liga MX       | 35    | 2      |
| 2016/2017 | Club León          | Meksyk   | Liga MX       |       |        |